# Noyers-Auzécourt
Pour les articles homonymes, voir Noyers.
Noyers-Auzécourt est une commune française située dans le département de la Meuse, en région Grand Est.

## Géographie

### Hydrographie
La commune est traversée par la ligne de partage des eaux entre les régions hydrographiques « la Seine de sa source au confluent de l'Oise (exclu) » et « la Seine du confluent de l'Oise (inclus) à l'embouchure » au sein du bassin Seine-Normandie. Elle est drainée par la Chee, la Galiotte, la Petite Chée, le Fossé 01 de la Goyère, le ruisseau du Petit Morinval, le ruisseau de la gigne au rupt, le ruisseau de Suisy, le Fossé 01 du Vieux Monthier, le Fossé 01 du Bois de Brabant, le Fossé 02 du Poteau et divers autres petits cours d'eau,.
La Chée, d'une longueur de 69 km, prend sa source dans la commune de Seigneulles et se jette  dans la Saulx à Vitry-en-Perthois, après avoir traversé 21 communes.

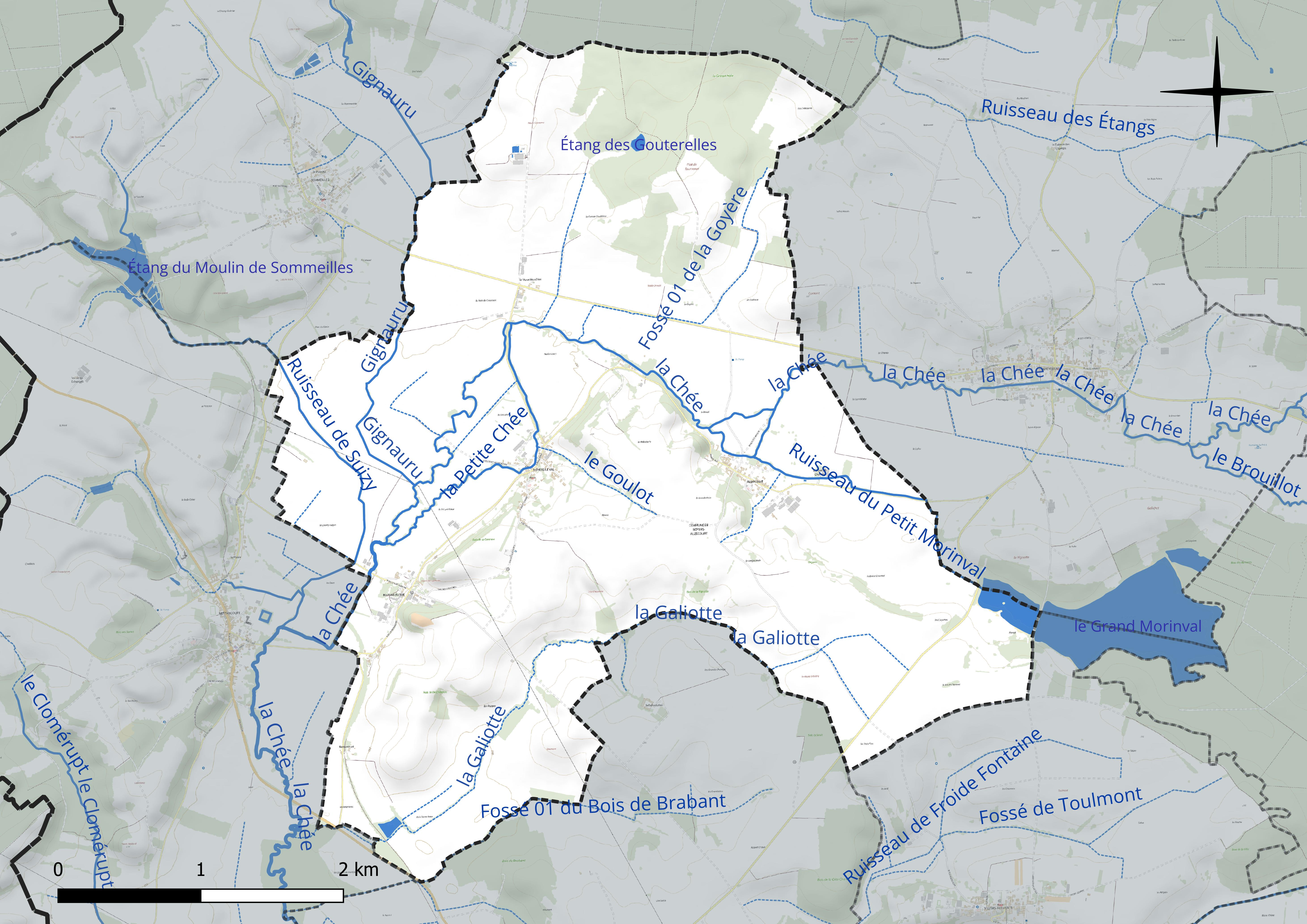
Réseau hydrographique de Noyers-Auzécourt.

Deux plans d'eau complètent le réseau hydrographique : le Grand Morinval, d'une superficie totale de 70,9 ha (6,7 ha sur la commune) et l'étang des Gouterelles (0,8 ha),.

### Climat
Pour des articles plus généraux, voir Climat du Grand Est et Climat de la Meuse.
En 2010, le climat de la commune est de type climat des marges montargnardes, selon une étude du Centre national de la recherche scientifique s'appuyant sur une série de données couvrant la période 1971-2000. En 2020, Météo-France publie une typologie des climats de la France métropolitaine dans laquelle la commune est exposée à un climat océanique altéré et est dans la région climatique  Lorraine, plateau de Langres, Morvan, caractérisée par un hiver rude (1,5 °C), des vents modérés et des brouillards fréquents en automne et hiver.
Pour la période 1971-2000, la température annuelle moyenne est de 10,1 °C, avec une amplitude thermique annuelle de 15,8 °C. Le cumul annuel moyen de précipitations est de 912 mm, avec 13,4 jours de précipitations en janvier et 9,2 jours en juillet. Pour la période 1991-2020, la température moyenne annuelle observée sur la station météorologique de Météo-France la plus proche, « Vassincourt », sur la commune de Vassincourt à 10 km à vol d'oiseau, est de 11,4 °C et le cumul annuel moyen de précipitations est de 871,0 mm. 
La température maximale relevée sur cette station est de 41,7 °C, atteinte le 24 juillet 2019 ; la température minimale est de −17,4 °C, atteinte le 20 décembre 2009,,.
Les paramètres climatiques de la commune ont été estimés pour le milieu du siècle (2041-2070) selon différents scénarios d'émission de gaz à effet de serre à partir des nouvelles projections climatiques de référence DRIAS-2020. Ils sont consultables sur un site dédié publié par Météo-France en novembre 2022.

## Urbanisme

### Typologie
Au 1er janvier 2024, Noyers-Auzécourt est catégorisée commune rurale à habitat très dispersé, selon la nouvelle grille communale de densité à sept niveaux définie par l'Insee en 2022.
Elle est située hors unité urbaine. Par ailleurs la commune fait partie de l'aire d'attraction de Bar-le-Duc, dont elle est une commune de la couronne,. Cette aire, qui regroupe 86 communes, est catégorisée dans les aires de 50 000 à moins de 200 000 habitants,.

### Occupation des sols
L'occupation des sols de la commune, telle qu'elle ressort de la base de données européenne d’occupation biophysique des sols Corine Land Cover (CLC), est marquée par l'importance des territoires agricoles (89,7 % en 2018), une proportion sensiblement équivalente à celle de 1990 (89,5 %). La répartition détaillée en 2018 est la suivante : 
terres arables (56,1 %), prairies (31,6 %), forêts (8,4 %), zones agricoles hétérogènes (2 %), zones urbanisées (1,5 %), eaux continentales (0,4 %). L'évolution de l’occupation des sols de la commune et de ses infrastructures peut être observée sur les différentes représentations cartographiques du territoire : la carte de Cassini (XVIIIe siècle), la carte d'état-major (1820-1866) et les cartes ou photos aériennes de l'IGN pour la période actuelle (1950 à aujourd'hui).

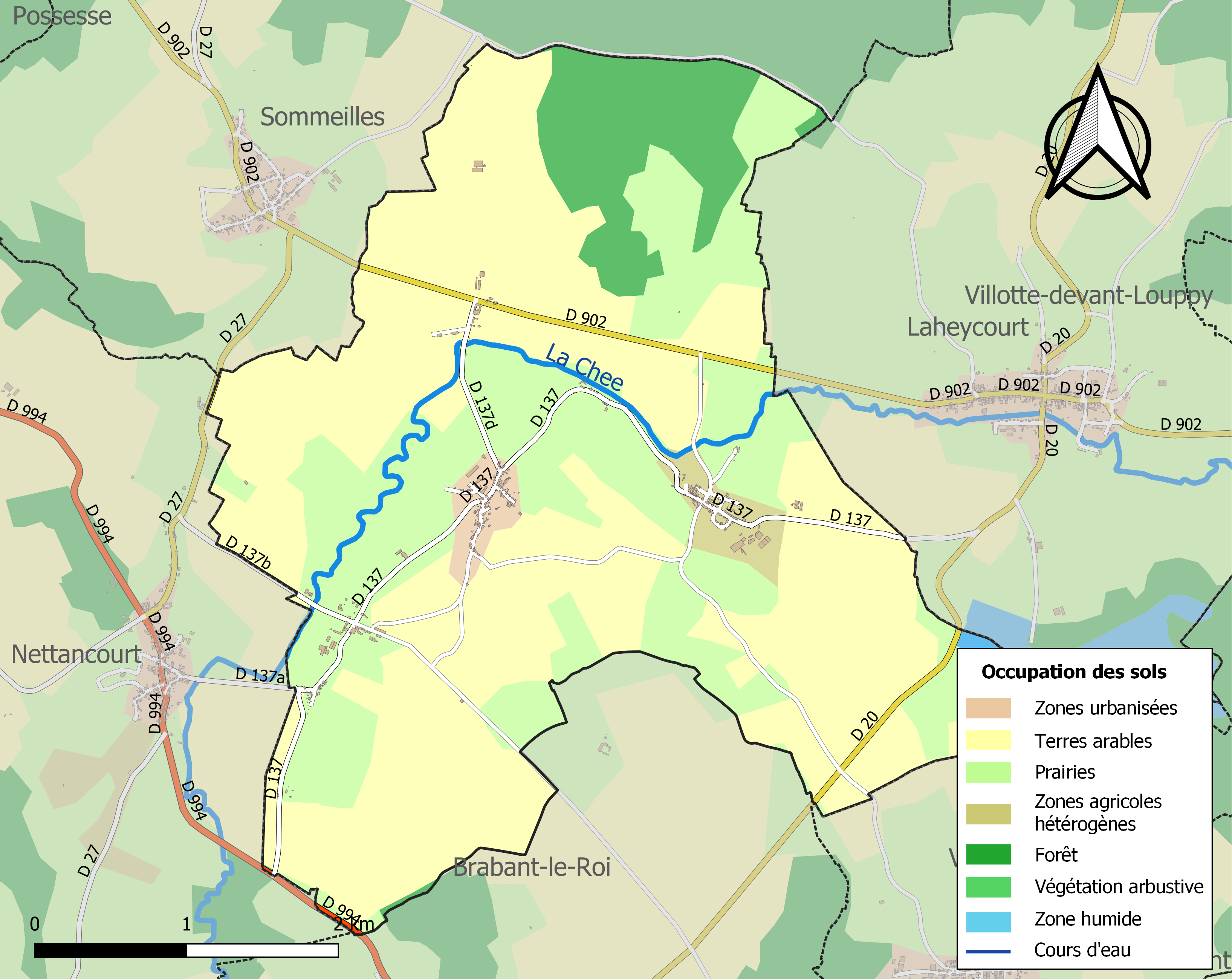
Carte des infrastructures et de l'occupation des sols de la commune en 2018 (CLC).

## Toponymie
Noyers est attesté sous les formes Nouyers (1236) ; Nouiers (1359) ; Nucium (1749).

Noyers s'est adjoint le nom du hameau « Val (Le) » ou « Maison-du-Val », attesté sous la forme Valinsis au XIIIe siècle, pluriel de l'oïl noier, noué « noyer », et devient Noyers-le-Val par décret en 1919 ; Noyers-Auzécourt en 1972.
Auzécourt est attesté sous les formes Alzeicurtis (XIIe siècle) ; Auseicourt (1321) ; Auzecour (1700) ; Auzecuria (1749).

## Histoire
Le 1er juillet 1972, Noyers-le-Val devient Noyers-Auzécourt à la suite de sa fusion-association avec Auzécourt.
L'abbaye de Montiers,

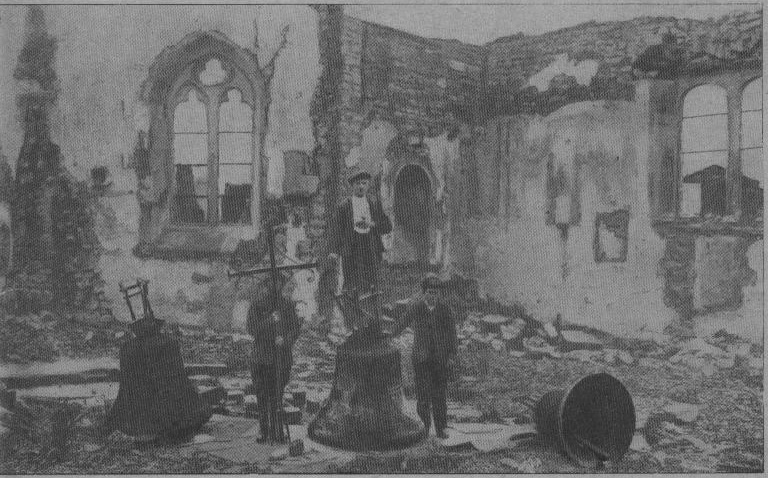
L'église d'Auzécourt en 1916.

L'abbaye de Montiers-en-Argonne fut fondée en 1134, par l'évêque de Châlons, Geoffroy Ier, sous l'invocation de la Vierge, entre Sommeilles et Laheycourt, en un lieu qui porte aujourd'hui le nom de Vieux-Monthiers (territoire de Noyers-Auzécourt). C'était une communauté de chanoines réguliers de l'ordre de saint Augustin, d’où était issu son premier abbé, Eustache. Sous l'influence de l’abbaye cistercienne de Trois-Fontaines voisine, et après l’abbaye de Cheminon en 1138, la nouvelle abbaye intégra elle aussi l'ordre de Cîteaux en 1148 (bulle du pape Eugène III).
Trop exposé dans la plaine de la Chée, le site fut délaissé au profit d’un nouvel emplacement, situé 7 km à l’ouest dans la forêt de Tremblay (commune de Possesse) vers 1160, sur des terrains donnés par Gipuin de Dampierre en vue de la construction d'une nouvelle abbaye. Le site primitif fut transformé en grange (qui signifie ferme à l'époque) et pris le nom de Vieux-Monthier qui subsiste de nos jours.
Le chemin de fer,,
Un programme national avait été décidé par une loi de 1865 : les chemins de fer d'intérêt local sur routes. L'idée est de créer des lignes à moindre coût, en utilisant l'accotement des routes, ce qui facilite la construction tant pour l'emprise que pour l'approvisionnement en matériaux. À l'époque, les cultivateurs sont demandeurs pour transporter céréales, lait, fromages, mais aussi les industries métallurgiques en Meuse. C'est dans ce programme qu'une ligne de chemin de fer à voie étroite (1 m) est mise en service le 1er juillet 1879 entre Laheycourt et Revigny, soit 15 km. Elle est prolongée jusqu'à Triaucourt soit 20 km en 1880 (mise en service le 25 juillet). Elle était surnommée le "tramway". Elle desservait les villages de : Triaucourt, Vaubecourt, Lisle-en-Barrois, Villotte-devant-Louppy, Laheycourt, Auzécourt, Noyers, Brabant-le-Roy, Revigny (carte de la ligne,). La ligne fermera en 1936.
La voie était sur l'accotement de la D137 quand on vient de Laheycourt et la quittait à l'entrée d'Auzécourt pour continuer tout droit entre les habitations et le ruisseau de Morival. Elle rejoignait la D137 à la sortie du village. La gare était vers la sortie au niveau du confluent du ruisseau et de la Chée. Ensuite, elle quitte la route pour contourner Noyers par le nord puis rejoint la route, coupe la voie romaine à la Maison du Val, continue sur la D137 puis la D994 vers Brabant-le-Roi. Elle côtoie alors la ligne à écartement normal Saint-Dizier-Vouziers. Il y avait une gare à Noyers et Maison du Val (un petit bâtiment tuilé près de l'arrêt de bus est un vestige de la gare) et une halte à Nettancourt, au niveau de la ferme de Rennecourt. En 1914, il y avait trois trains dans chaque sens par jour. La durée du trajet depuis Auzécourt était d'environ 40 min jusqu'à Revigny. La ligne était mixte voyageurs-marchandises. Elle servait surtout au transport du bois de Laheycourt, et des phosphates extraits à Laheycourt et Villotte-devant-Louppy, pour y être repris sur le réseau ferré à Revigny pour expédition dans d'autres régions. À Auzécourt, il n'y avait que des voyageurs.
La construction et l'exploitation de la ligne fut confiée à Léon Soulié, ingénieur, par convention avec le préfet de la Meuse du 10 octobre 1876. Toutefois, sa société Compagnie des chemins de fer d'intérêt Local de la Meuse fit faillite le 16 juillet 1886, après sept ans d'exploitation. L'activité fut reprise par le département de la Meuse puis par la Compagnie Meusienne des Chemins de Fer (Compagnie Varinot) en 1892. Une petite locomotive 031T-C.M. no 26, de 14 tonnes à vide, baptisée « La Suzanne » fut mise en service en janvier 1891 sur la ligne. Elle a été restaurée et se trouve à Bar-Le-Duc (chemin du Varinot).
Sur le territoire de Noyers passait aussi la ligne n°6 Saint-Dizier-Vouziers (qui desservait aussi par Revigny, Givry, Sainte-Menehould), ligne à écartement normal et à deux voies. Elle côtoyait la ligne de tramway (une voie) depuis Brabant et s'en écartait un peu avant la Maison du Val et remontait alors le long de la D137B. La gare de Sommeille-Nettancourt (Sommeille sans "s" à cette époque) était à l'intersection avec la D27.

## Politique et administration
| Période                                  | Période        | Identité         | Étiquette | Qualité                                                                      |
| ---------------------------------------- | -------------- | ---------------- | --------- | ---------------------------------------------------------------------------- |
| Les données manquantes sont à compléter. |                |                  |           |                                                                              |
| 1945                                     |                | Léon Courot      | DVD       | Propriétaire agricole Conseiller général du canton de Vaubecourt (1945-1979) |
| avant 1981                               | ?              | Pierre Courot    |           |                                                                              |
| mars 2001                                | mars 2008      | Ernest van Elsen |           |                                                                              |
| mars 2008                                | septembre 2011 | Antoine Thenot   |           | Décédé en cours de mandat                                                    |
| septembre 2011                           | mai 2020       | Jean-Claude Nycz |           |                                                                              |
| 3 juillet 2020                           | En cours       | Didier Kimenau   |           | Agent de maîtrise                                                            |

## Population et société

### Démographie

#### Évolution démographique
L'évolution du nombre d'habitants est connue à travers les recensements de la population effectués dans la commune depuis 1793. Pour les communes de moins de 10 000 habitants, une enquête de recensement portant sur toute la population est réalisée tous les cinq ans, les populations de référence des années intermédiaires étant quant à elles estimées par interpolation ou extrapolation. Pour la commune, le premier recensement exhaustif entrant dans le cadre du nouveau dispositif a été réalisé en 2008.

En 2022, la commune comptait 274 habitants, en évolution de −3,18 % par rapport à 2016 (Meuse : −4,4 %, France hors Mayotte : +2,11 %).
| 1793 | 1800 | 1806 | 1821 | 1831 | 1836 | 1841 | 1846 | 1851 |
| ---- | ---- | ---- | ---- | ---- | ---- | ---- | ---- | ---- |
| 467  | 418  | 382  | 383  | 378  | 388  | 396  | 417  | 403  |

| 1856 | 1861 | 1866 | 1872 | 1876 | 1881 | 1886 | 1891 | 1896 |
| ---- | ---- | ---- | ---- | ---- | ---- | ---- | ---- | ---- |
| 376  | 357  | 346  | 340  | 329  | 328  | 336  | 361  | 343  |

| 1901 | 1906 | 1911 | 1921 | 1926 | 1931 | 1936 | 1946 | 1954 |
| ---- | ---- | ---- | ---- | ---- | ---- | ---- | ---- | ---- |
| 323  | 342  | 354  | 308  | 327  | 380  | 398  | 305  | 347  |

| 1962 | 1968 | 1975 | 1982 | 1990 | 1999 | 2006 | 2008 | 2013 |
| ---- | ---- | ---- | ---- | ---- | ---- | ---- | ---- | ---- |
| 349  | 323  | 346  | 325  | 247  | 244  | 242  | 242  | 280  |

| 2018 | 2022 | - | - | - | - | - | - | - |
| ---- | ---- | - | - | - | - | - | - | - |
| 279  | 274  | - | - | - | - | - | - | - |

## Culture locale et patrimoine

### Lieux et monuments
- L'église Saint-Martin, construite en 1625 d'Auzécourt.
- L'église Saint-Martin de Noyers-le-Val.
- La chapelle Notre-Dame-du-Val, construite en 1876, ancien monastère trappiste de la Maison du Val, inscrite au titre des monuments historiques depuis 1999[40].

#### Maison du Val
- Voie romaine au hameau de Maison du Val
- Ancienne fromagerie : dans le hameau de Maison du Val se trouvait autrefois une importante fabrique de fromages, comme l'atteste toujours le nom de la « rue de la Fromagerie ». Cette fromagerie, créée en 1856 par Louis Bailleux-Adrien, était alors la première fromagerie industrielle[réf. souhaitée] de France. Elle est aujourd'hui en ruines. Dans les dépendances de cet établissement sont compris de vastes locaux construits au XIXe siècle, pour servir de résidence à une communauté de trappistes. Ce monastère était placé sous le vocable de Notre-Dame-du-Val. Dans le parc se trouve une chapelle construite en 1874 qui fait partie du recensement des Monuments Historiques[40], mais malheureusement tous les vitraux ont été volés. En effet, Louis Bailleux va proposer aux moines trappistes de l'abbaye du Port-du-Salut à Entrammes dans la Mayenne de venir à Maison-du-Val pour y lancer la fabrication de Port-Salut, dont ils ont le secret, et va leur offrir une partie de ses propriétés pour y construire un monastère. Mais les religieux ne resteront que peu de temps sur place. Arrivés en 1876, ils repartiront dès l'année suivante en décembre 1877. Sur la grille en fer forgé du parc figurent les initiales LBC entrelacées.

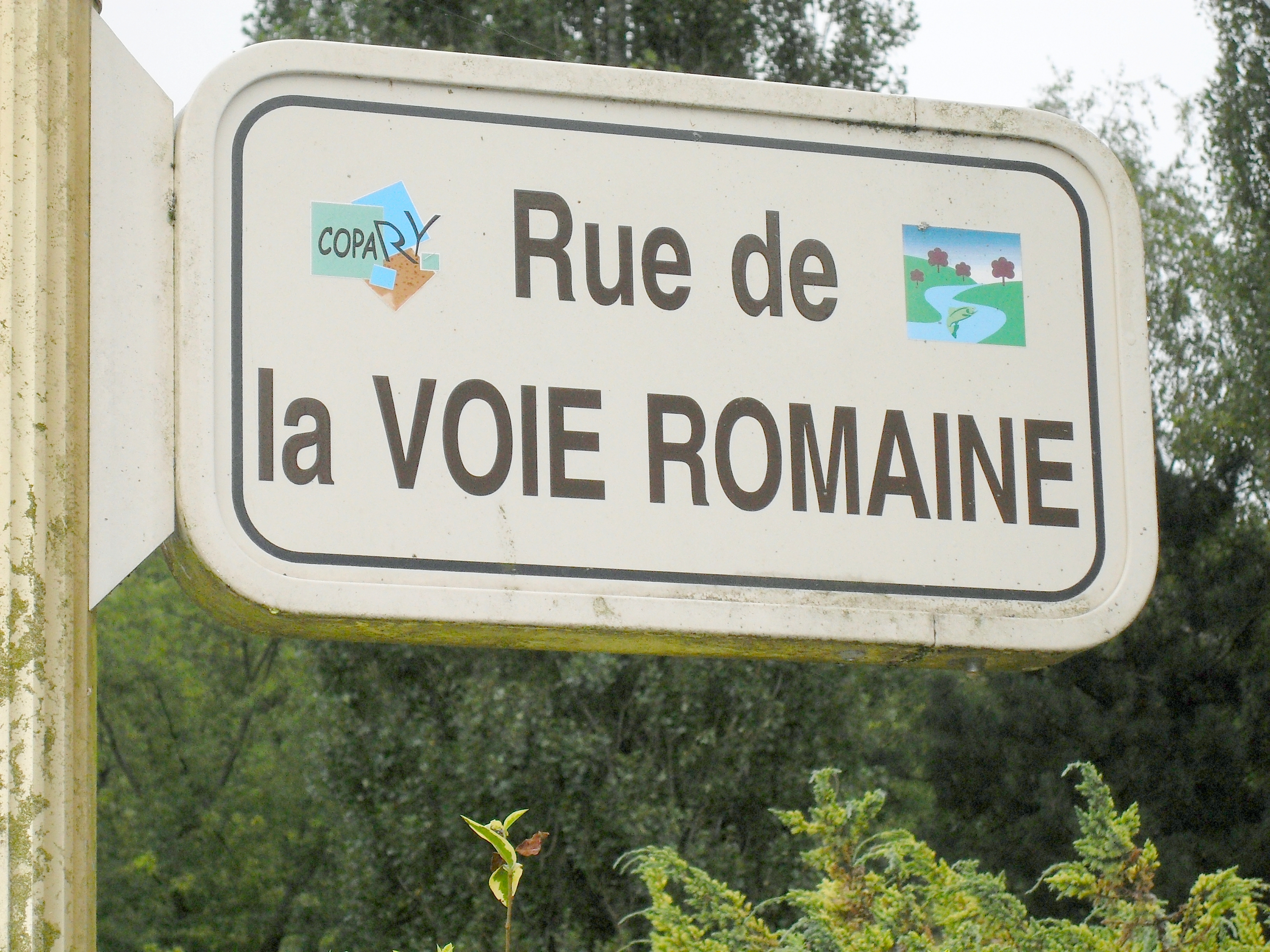
Voie romaine au hameau de Maison du Val.
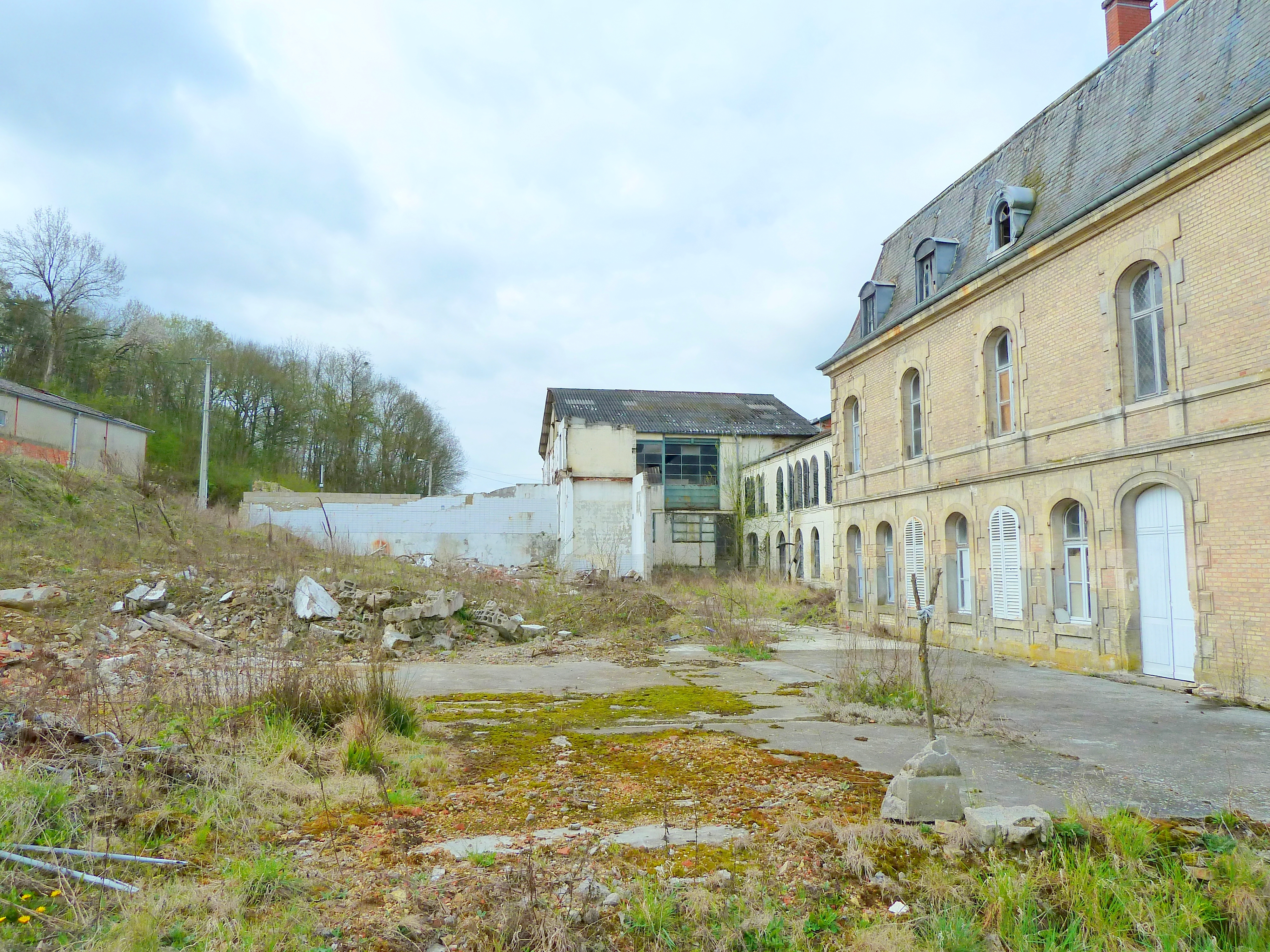
Les ruines de la fromagerie.
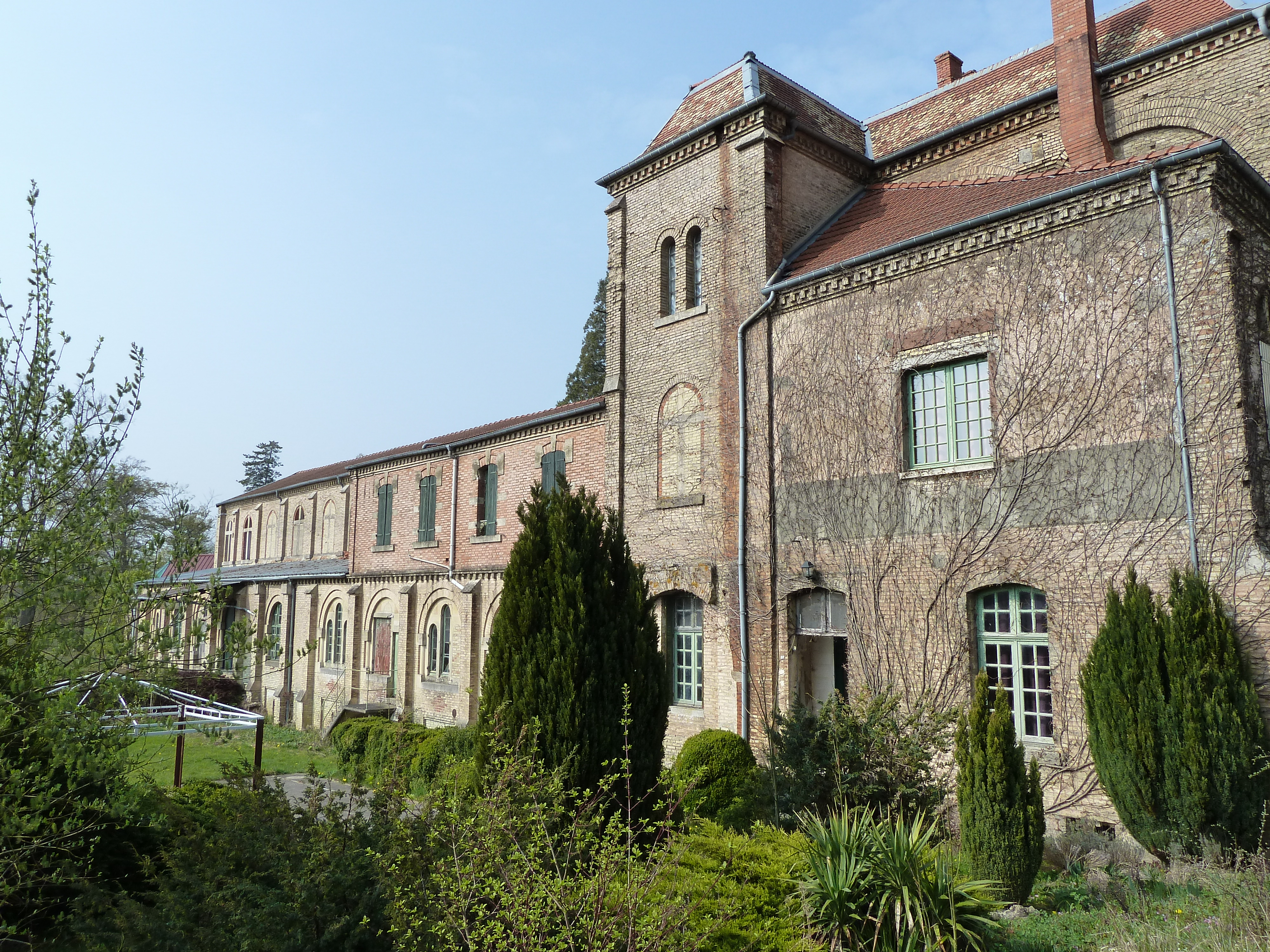
Les bâtiments monastiques.
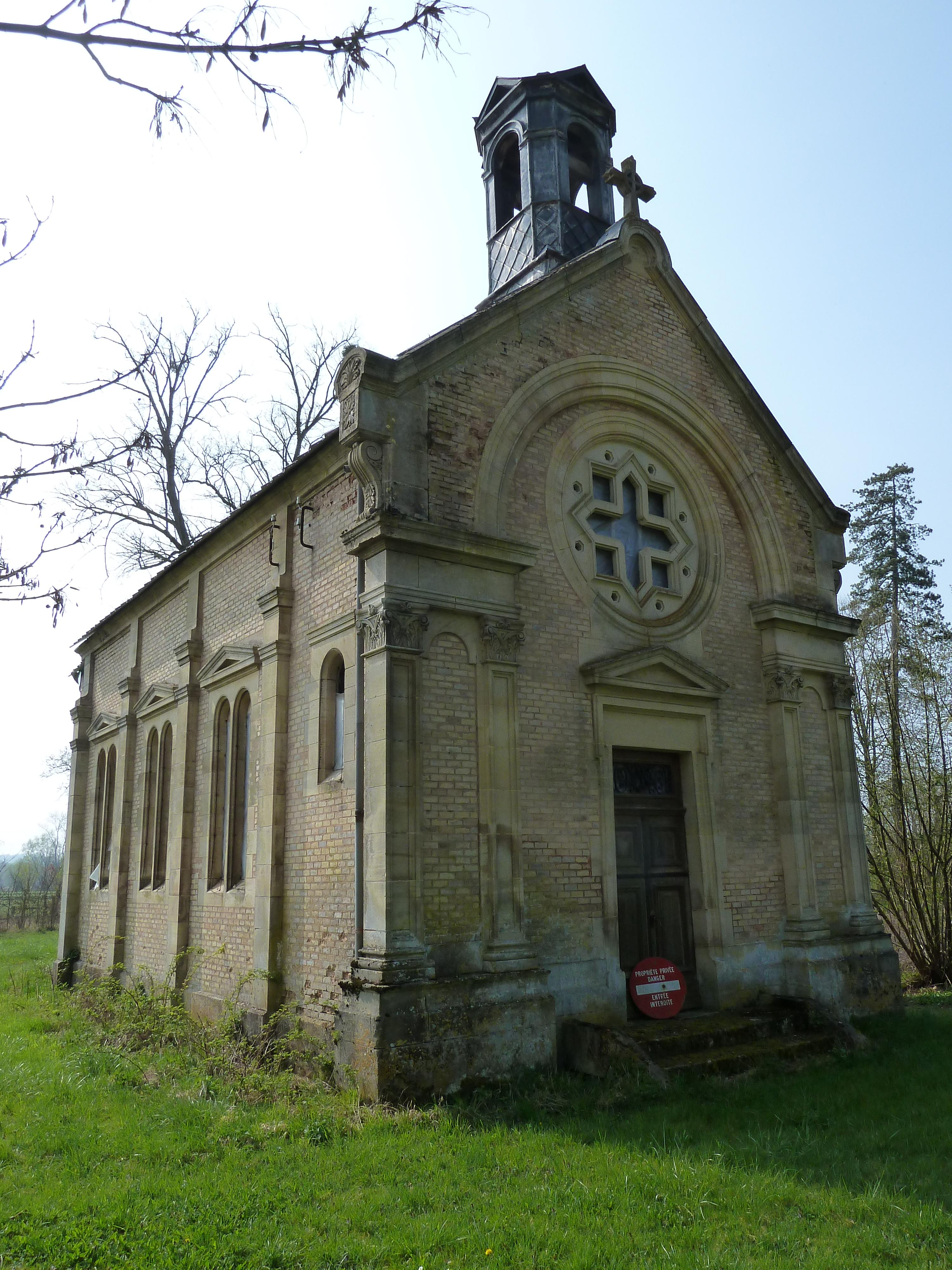
La chapelle Notre-Dame-du-Val.
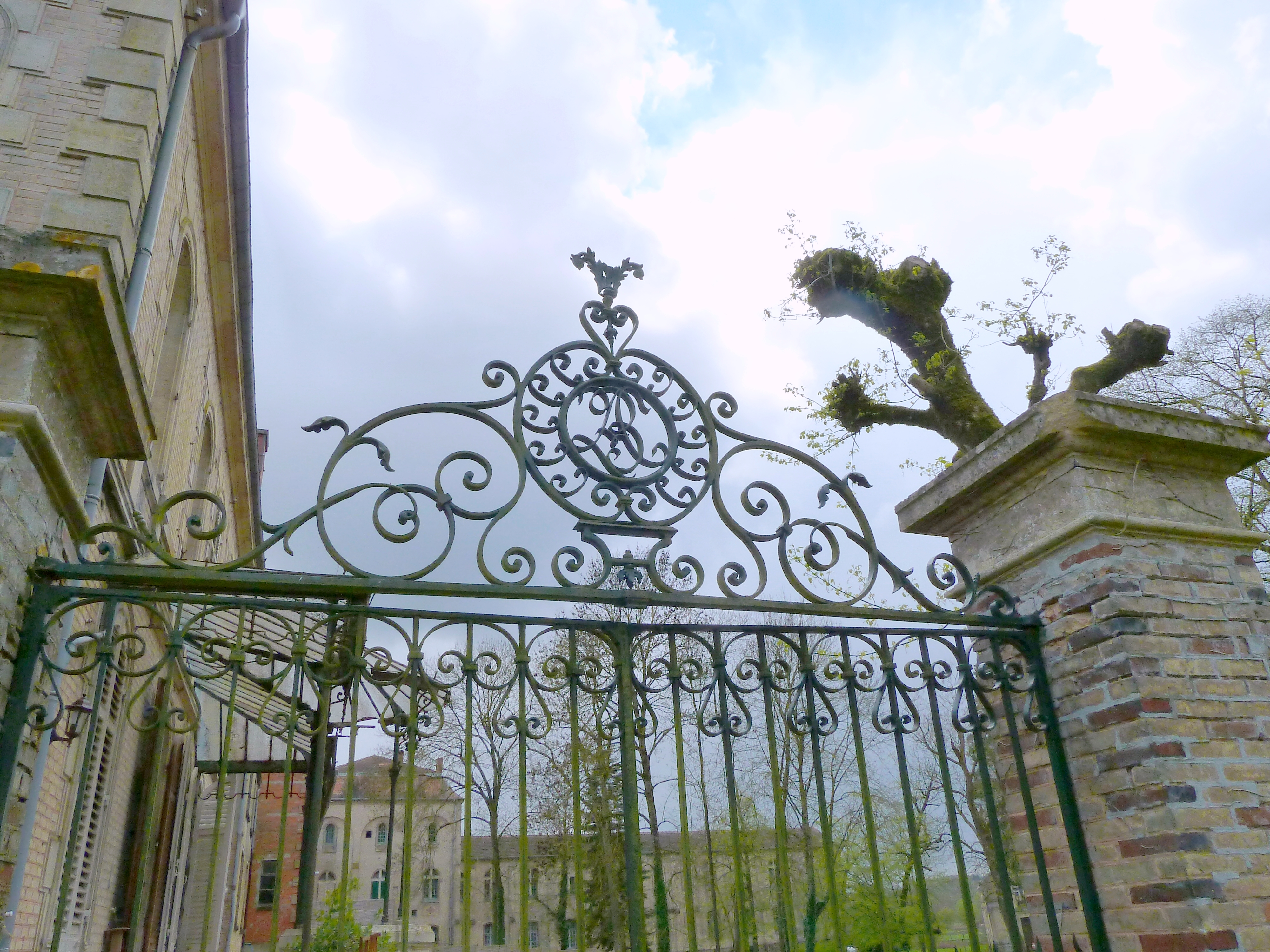
La grille du parc.

### Héraldique
| Blason de Noyers-Auzécourt | Blason  | Écartelé en sautoir : au 1er de sinople à l'oie volant d'argent allumée, becquée et membrée d'or posée en bande, au 2e de gueules à la noix d'or, au 3e de gueules au besant d'or chargé d'un masque de renard de gueules tenant un fromage d'argent, au 4e de sinople au diadème d'or. |
| Blason de Noyers-Auzécourt | Détails | Création Robert André Louis. Adopté le 8 juillet 2016. |